# جمعية أصدقاء المريض الخيرية (القدس)
جمعية أصدقاء المريض الخيرية منظمة فلسطينية غير حكومية وغير ربحية مستقلة تأسست عام 1980 في مدينة القدس بواسطة أكاديميين وأخصائيين صحيين فلسطينيين. يقع مقرها الرئيسي في  بانوراما في راس العامود في مدينة القدس، فلسطين. يعتمد نشاط هذه الجمعية على التمويل الخارجي.
وتقدم الجمعية خدمات التثقيف والمشورة الصحية للجمهور والمهنيين الفلسطينيين؛ وتقوم بإجراء الأبحاث وتشجع علي «أنماط الحياة الصحية». تتيح جمعية أصدقاء المريض الخيرية فحص كثافة العظام.
```
«شروق الشمس» أو "Sunrise" هي مجموعة لدعم السرطان للنساء قد تم تأسيسها من قبل ثلاثة مرضي السرطان في عام 2000. وتقوم جمعية أصدقاء المريض الخيرية بتوفيلا الدعم الاجتماعي النفساني للمرضي والناجيين وأسرهم من جميع انحاء البلاد. كما توفر جمعية أصدقاء المريض الخيرية أيضاً الرعاية والدعم، فضلا عن حمالات الصدر والأطراف الاصطناعية. 
```

حصلت جمعية أصدقاء المريض الخيرية علي جائزة الإنجاز الدولي من جمعيه السرطان الأمريكية في 2006، لكونها نموذجا مثاليا للتميز في الشراكة في الكفاح العالمي ضد السرطان.
جمعيه أصدقاء المريض-القدس عضو في مؤسسه ماكس، UICC، الوصول إلى التعافي (RRI) وفرقه العمل المتوسطية لمكافحه السرطان (MTCC)

## وصلات خارجية
- الموقع الرسمي.